# 多瑙河畔曼斯多夫
多瑙河畔曼斯多夫是奥地利下奥地利州根瑟恩多夫县的一个市镇。总面积10.32平方公里，总人口369人，人口密度36人/平方公里（2016年）。